# Miradouro da Serra do Cume

Miradouros da Serra do Cume, Terceira: planície interior da ilha.

Os Miradouros da Serra do Cume localizam-se no topo do complexo desmantelado da Serra do Cume, no concelho da Praia da Vitória, na ilha Terceira, nos Açores. De elevado interesse paisagístico, oferecem uma das mais belas paisagens da ilha: de um lado, a 542 metros acima do nível do mar, a baía e cidade da Praia da Vitória conjuntamente com a planície das Lajes e a Base Aérea das Lajes e, pelo outro, a 545 metros acima do nível do mar, a grande planície do interior da ilha, com os seus típicos "cerrados", separados por muros de pedra vulcânica e hortênsias.
Os miradouros foram inaugurados a 2 de agosto de 2008 pelo então Secretário Regional da Habitação e Equipamentos, José António V. Silva Contente e pelo então presidente da Câmara Municipal da Praia da Vitória, Roberto Lúcio Silva Pereira Monteiro.
O complexo desmantelado da serra do Cume constitui-se nos restos de um primitivo vulcão, possivelmente o vulcão primordial da ilha, que apresenta uma vasta caldeira com um diâmetro de aproximadamente 15 quilómetros.
A sua erupção formou um maciço de grandes dimensões que ampliou em vários quilómetros os limites da ilha. O interior dessa caldeira constitui-se numa vasta planície atualmente ocupada por largas extensões de vegetação e áreas de pastagem.
É possível ainda observar pequenos domos vulcânicos, formados por erupções posteriores, que se alinham ao longo de uma falha vulcânica.
Durante a Segunda Guerra Mundial esta elevação serviu de ponto de controlo militar, ocasião em que foi construído um complexo militar subterrâneo, hoje abandonado, as Casamatas da Serra do Cume.

## Galeria

Panorâmica.
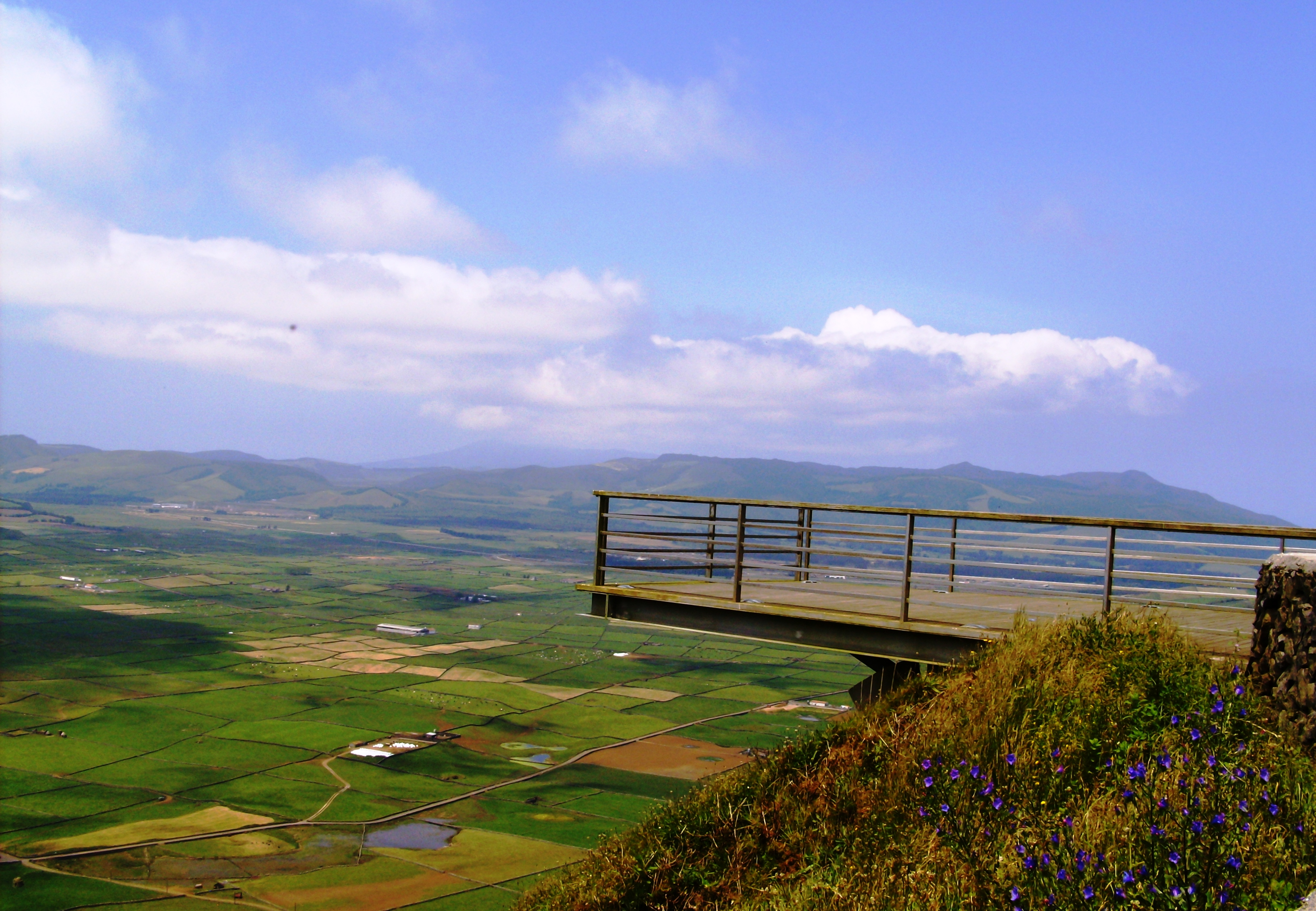
Miradouro.
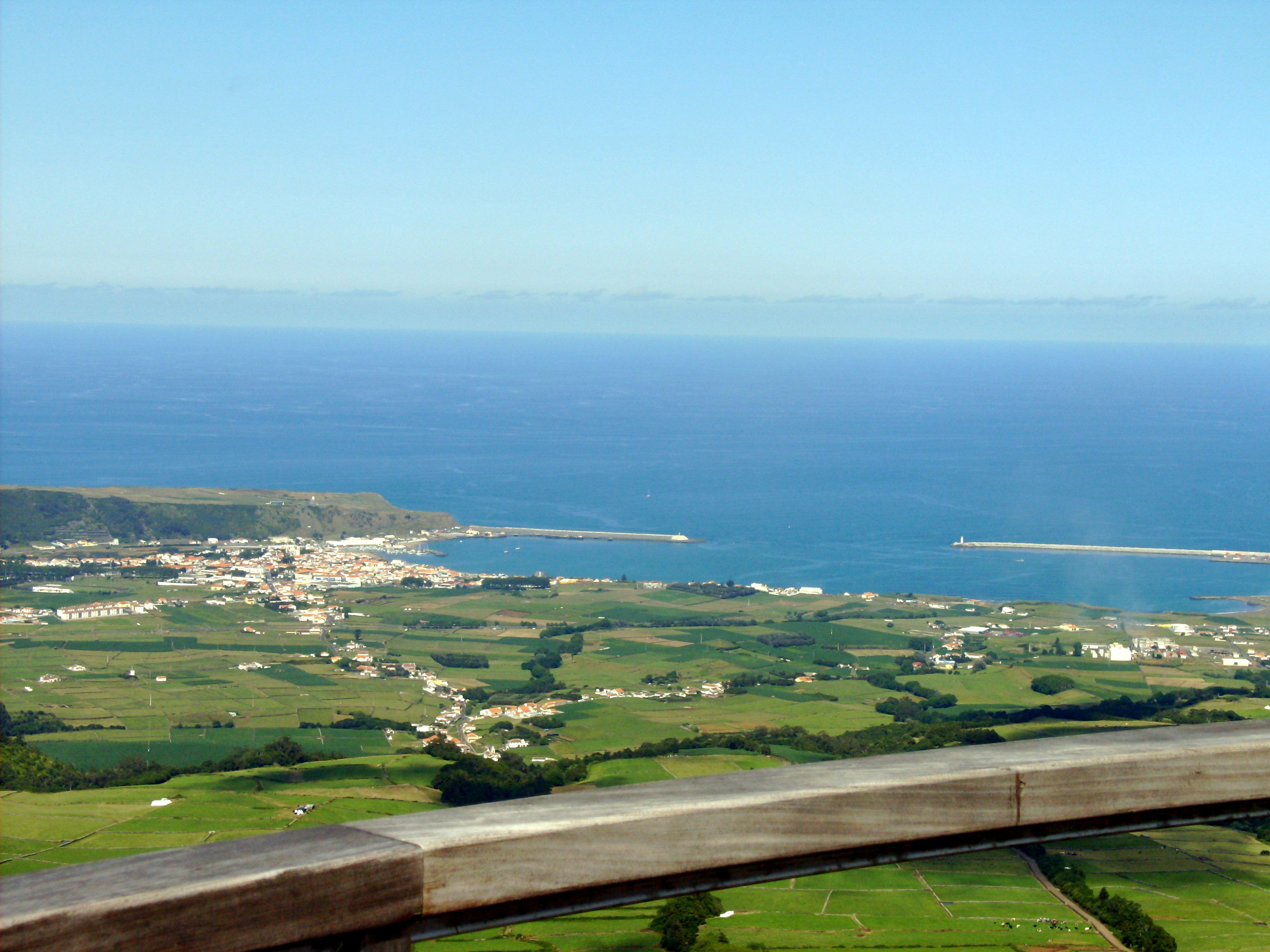
Miradouros da Serra do Cume: Praia da Vitória e sua baía.
visão geral.
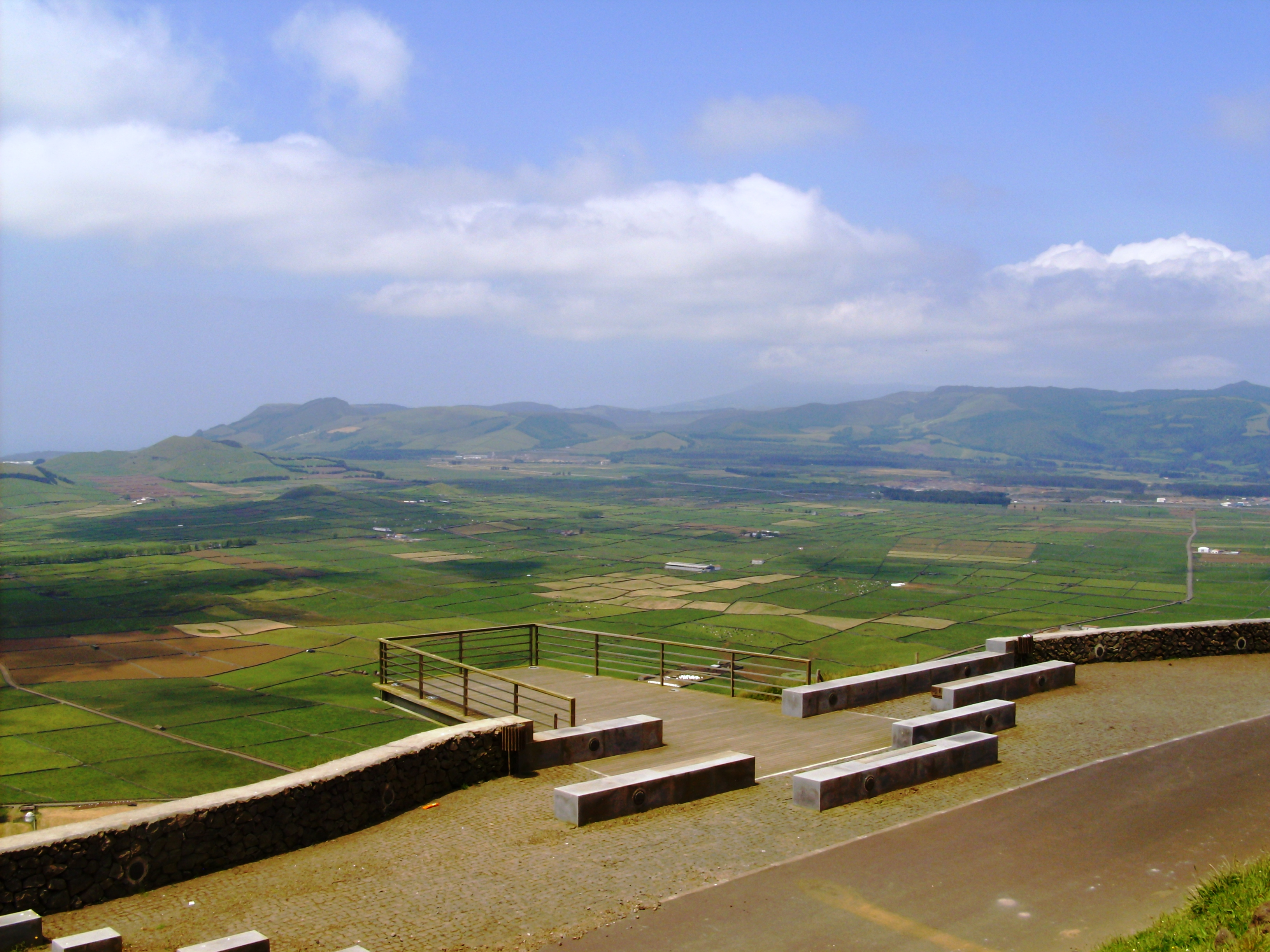
Miradouros da Serra do Cume, Terceira.